# Watain
Watain es una banda de black metal originaria de la ciudad de Uppsala, en Suecia. Fue fundada en 1998 por el vocalista y bajista Erik «E» Danielsson, el batería Håkan «H» Jonsson y los guitarristas Pelle «P» Forsberg y C. Blom. C. Blom dejó Watain tras la publicación de su álbum debut Rabid Death's Curse, por lo que el grupo quedó establecido como un trío hasta la actualidad. Desde 2003, Watain cuenta con la colaboración en directo del bajista chileno Álvaro Lillo y el guitarrista Set Teitan.
Sus letras, su ideología y las portadas y títulos de sus discos están relacionados con la muerte, la oscuridad y satanismo. También son conocidos por sus discursos ceremoniales, sus rituales de magia negra durante las actuaciones y una gran admiración a Satán. Sus miembros no utilizan apodos, sino sus iniciales, a diferencia de otros músicos del género, a quienes los integrantes de Watain criticaron por desconocer los orígenes de sus nombres artísticos.
Desde su debut Watain ha publicado seis álbumes de estudio, un EP, tres sencillos, dos álbumes en directo y tres maquetas.
Su sencillo «Reaping Death», editado en 2010, consiguió un disco de oro en Suecia, por su parte el álbum Lawless Darkness ganó un Grammis en la categoría de hard-rock y su último trabajo, The Wild Hunt, llegó a la primera posición de la lista sueca de álbumes.

## Historia

### Primeros años yRabid Death's Curse(1998-2001)
La banda fue fundada por el vocalista y bajista Erik Danielsson, los guitarristas Pelle Forsberg y C. Blom y el batería Hakan Jonsson en 1998 en Upsala. Su nombre proviene de la canción homónima de la banda estadounidense Von, incluida en su maqueta Satanic Blood.
La banda es conocida por su extrema ideología satánica, de la que hacía gala la antigua versión de su sitio web oficial: 

Antes de entrar en nuestro sitio web, tened en cuenta un hecho: Watain no es parte de lo que se califica como «escena underground del black metal», que consiste en una desilusión imaginaria elitista, con unas normas y reglas de cómo ser verdaderos en todo este espectáculo. Nosotros, los heraldos y los siervos de un poder superior, único y fundamental, que la base ideológica del black metal. Por lo tanto aquellos cuyos corazones anhelan blasfemias sólo porque forma parte de la "cultura" underground del black metal, que se detengan. Esto no es para vosotros.

Su carrera musical comenzó con el lanzamiento de la maqueta Go Fuck Your Jewish «God» en 1998, que incluye cinco canciones: «When Stars No More Shine», «Midnight Posession», «On Horns Impaled», «The Mightiest of Maledictions» y una versión del tema de Darkthrone «Unholy Black Metal». Esta grabación despertó el interés de la discográfica local Grim Rune Productions. Las negociaciones con dicho sello fueron muy cortas y a finales de 1999, Watain entró en los estudios Necromorbus para grabar el EP The Essence of Black Purity, con solo dos canciones. Ese mismo año salió a la venta su primer álbum en directo, Black Metal Sacrifice.
Tras firmar un contrato con la distribuidora Drakkar Productions, la banda volvió a los estudios Necromorbus para realizar la grabación de su álbum debut, Rabid Death's Curse, lanzado en el año 2000. El disco fue originalmente limitado a seiscientas copias en vinilo, pero fue reeditado por Drakkar en 2004 con una versión del tema «When Heavens End» de Dødheimsgard y en 2008 a través de Season of Mist con «The Essence of Black Purity» como pista adicional.
Tras la publicación del álbum debut, C. Blom dejó Watain. En 2001, el sello discográfico Sakriligeous Warfare lanzó el álbum en directo The Ritual Macabre, grabado en Bélgica el año anterior. Watain promocionó Rabid Death's Curse con una gira europea actuando con bandas como Rotting Christ, Antaeus o Dark Funeral.

### Casus LuciferiySworn to the Dark(2002-2007)

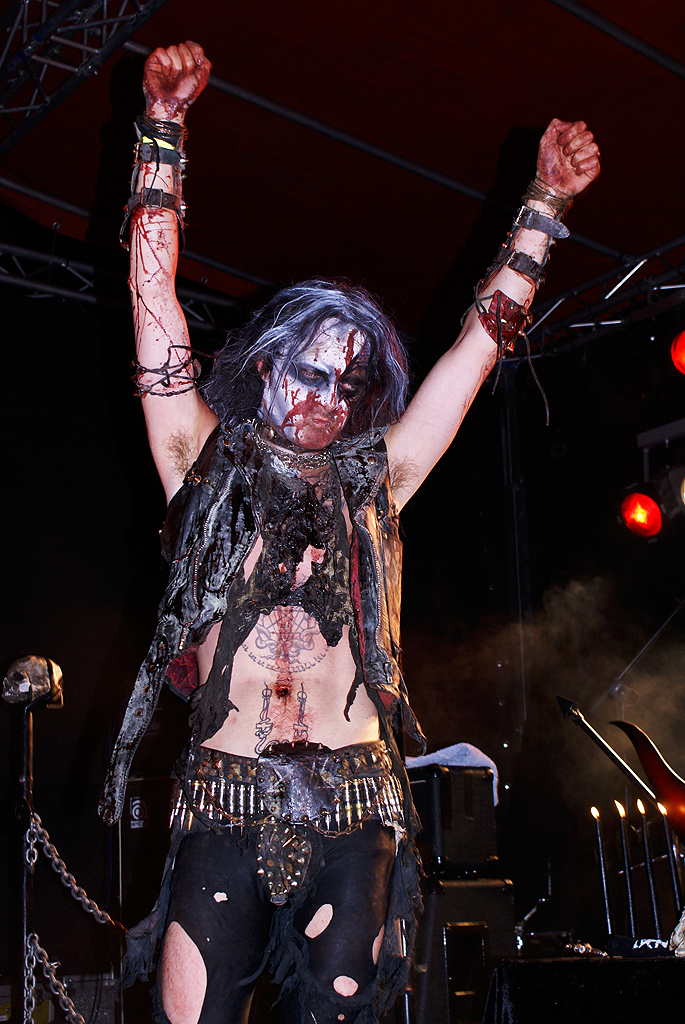
E. actuando en el Party.San Open Air de 2006.

Tras terminar la gira europea, Watain volvió a los estudios Necromorbus para grabar su segundo álbum de estudio, Casus Luciferi, publicado en noviembre de 2003. Al igual que su antecesor, fue reeditado en 2008 a través de Season of Mist, con una versión de la canción «Watain» de Von.
Para promocionar el álbum, la banda realizó una serie de conciertos por Europa bajo el título Stellar Descension Infernal, con Secrets Of The Moon y Averse Sefira como teloneros. Entre noviembre y diciembre de 2004, Watain participó en la gira de reunión de Dissection. y al año siguiente, Danielsson se unió a dicha banda como bajista en directo.
Su tercer álbum de estudio, Sworn to the Dark, salió a la venta en febrero de 2007 a través de la discográfica Season of Mist, tras finalizar su contrato con Drakkar. Al igual que sus antecesores, su proceso de grabación tuvo lugar en los estudios Necromorbus.
Tras el lanzamiento de Sworn to the Dark, Watain lo promocionó con varias actuaciones en directo, entre ellas una gira europea con Celtic Frost, Kreator y Legion Of The Damned.

### Lawless Darkness(2008-2011)

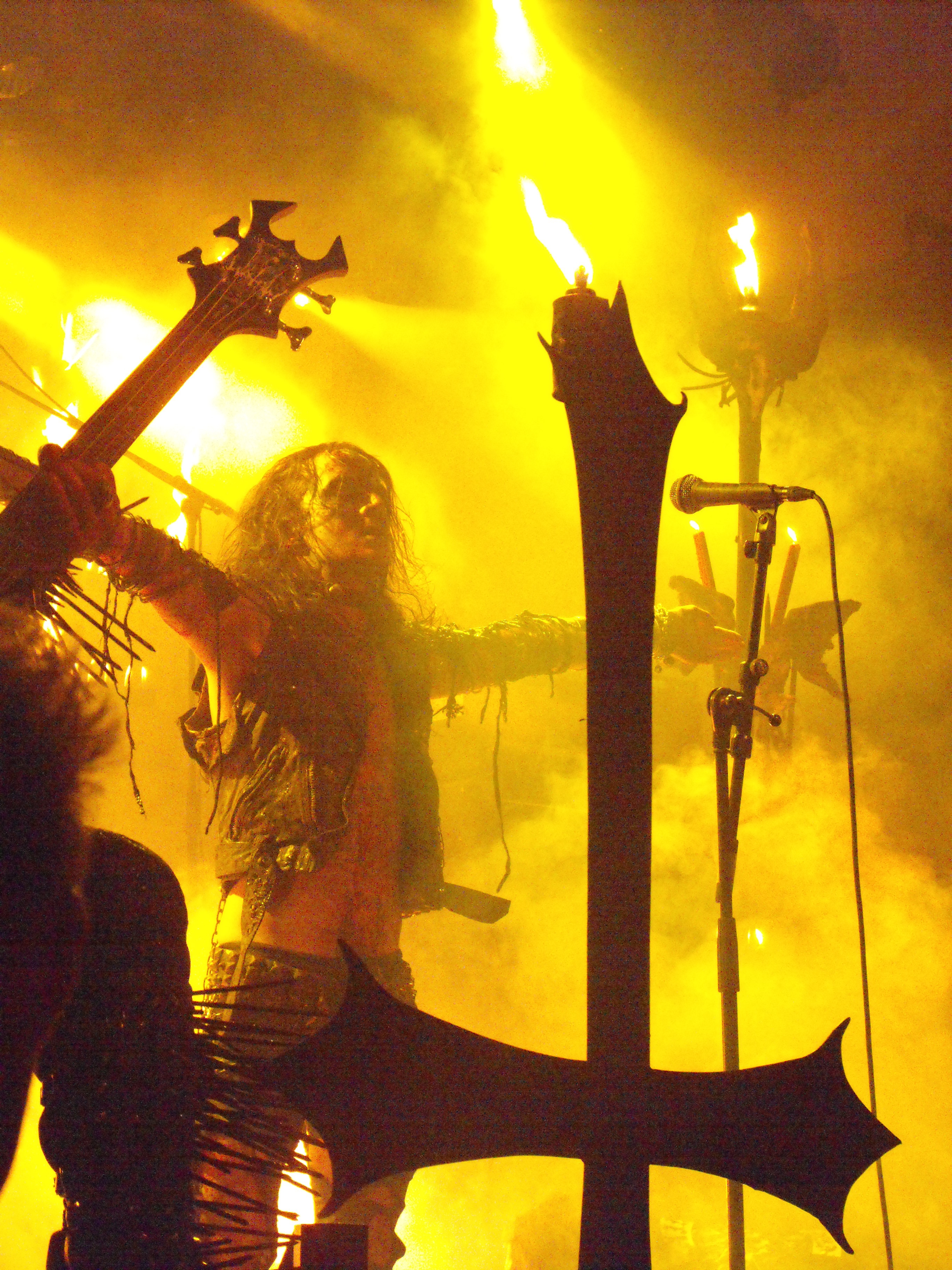
Watain actuando en el festival Hole in the Sky de 2010 en Bergen, Noruega.

El 30 de abril de 2010, Watain publicó su primer sencillo, «Reaping Death», en dos formatos distintos. La versión en vinilo del sencillo incluye el tema «Chains of Death», original de Death SS, mientras que en la edición en CD la canción incluida es «The Return of Darkness & Evil» de Bathory. «Reaping Death» consiguió un disco de oro en Suecia por la venta de más de diez mil copias. El sencillo consiguió tal cifra mediante un acuerdo con la revista Sweden Rock Magazine, que regaló el disco con su ejemplar de abril. La portada muestra triunfante a Caín, el primer criminal de la historia, sobre el cuerpo de su hermano Abel.
Su cuarto trabajo de estudio, Lawless Darkness, salió a la venta el 7 de junio de 2010 a través de Season of Mist. Su grabación tuvo lugar nuevamente en los estudios Necromorbus, y fue editado en distintos formatos: CD normal, digipack con la pista adicional «Chains of Death», box set con libro de cuero y vinilo limitado a solo dos mil quinientas copias. El álbum incluye además la colaboración de Carl McCoy, vocalista de Fields of the Nephilim, en la canción «Waters of Ain».
Lawless Darkness alcanzó la posición veintiséis en la lista sueca de álbumes. En Estados Unidos vendió mil copias solo en su primera semana, y llegó al puesto cuarenta y dos del Top Heatseekers, en la que se sitúan artistas que aún no han tenido un álbum entre los cien primeros del Billboard 200. El disco consiguió además un premio Grammis (el equivalente en Suecia a los Grammy) en la categoría de mejor álbum de hard-rock. El grupo también logró una nominación a un premio Metal Hammer Golden Gods como mejor banda underground, aunque el ganador fue Primordial. Al año siguiente Watain consiguió el galardón, además de ser nominado en la categoría de mejor agrupación en directo.

### The Wild Hunt(2012-actualidad)

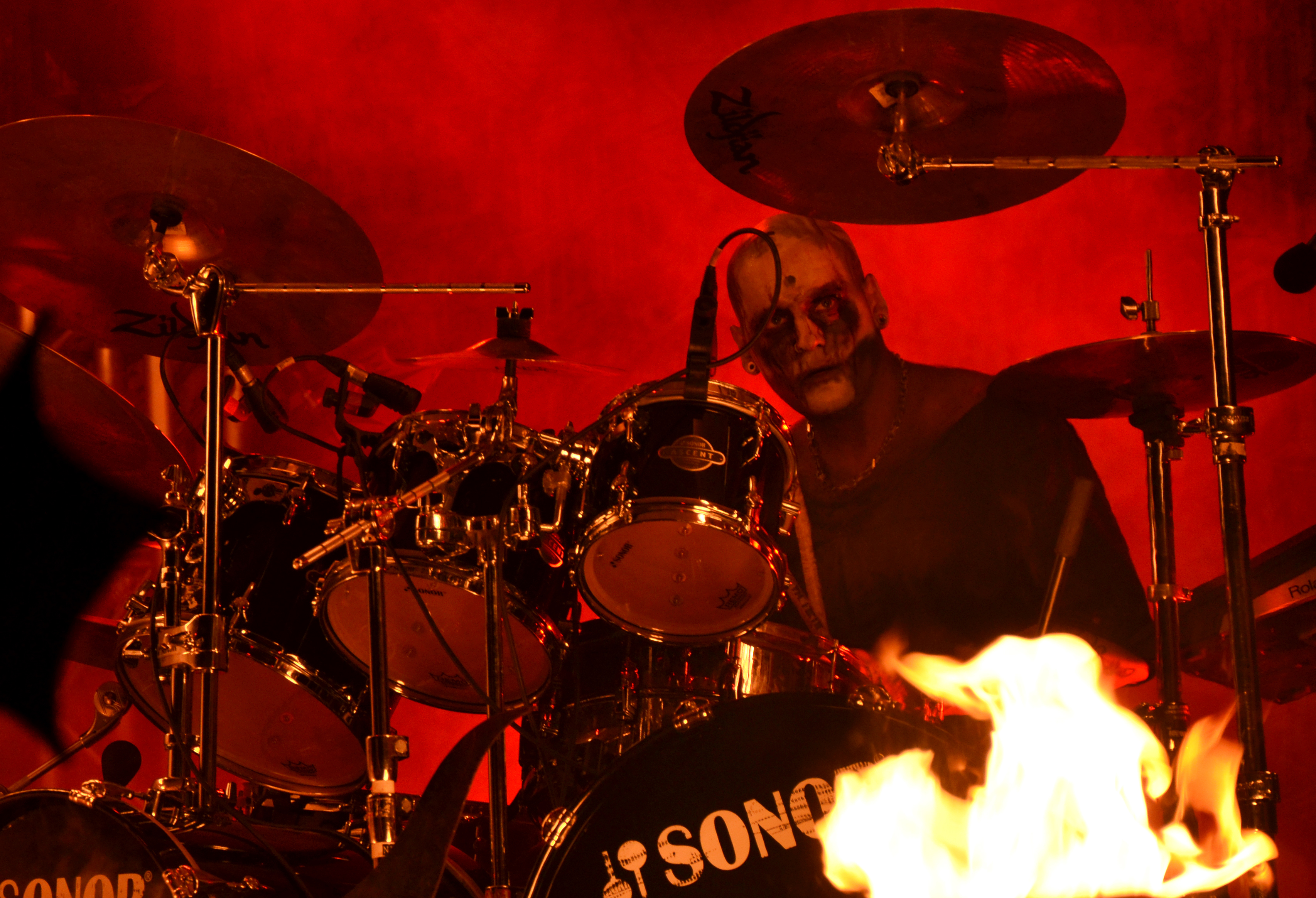
«H» actuando en Torcy (Francia) en 2014.

Para conmemorar su decimotercero aniversario, en mayo de 2012 salió a la venta el DVD Opus Diaboli a través de su propia discográfica, His Master's Noise. Esta producción permaneció dos semanas consecutivas en la primera posición de la lista sueca de DVD, mientras que en la finesa alcanzó el cuarto puesto.
En junio de 2013, fue publicado el sencillo «All That May Bleed», que incluye como cara B una versión del tema de Taiwaz «Play With The Devil» y en la que aparece como guitarra solista Gottfrid Åhman de In Solitude.
El 19 de agosto de ese año salió a la venta su quinto trabajo de estudio, The Wild Hunt, a través de Century Media. Esta vez la banda utilizó cuatro estudios para su grabación, aunque la producción tuvo lugar en el estudio Necromorbus junto a Tore Stjerna. Tras su primera semana, el álbum llegó a la primera posición de la lista sueca y se situó en el puesto 158 del Billboard 200.
En septiembre, la revista Decibel regaló a sus suscriptores la versión de Watain de la canción «Fuck Off, We Murder» de GG Allin. Al igual que su antecesor, The Wild Hunt consiguió una nominación al Grammis en la categoría de mejor interpretación de hard-rock, aunque el ganador fue Infestissumam de Ghost.

## Estilo musical e ideología

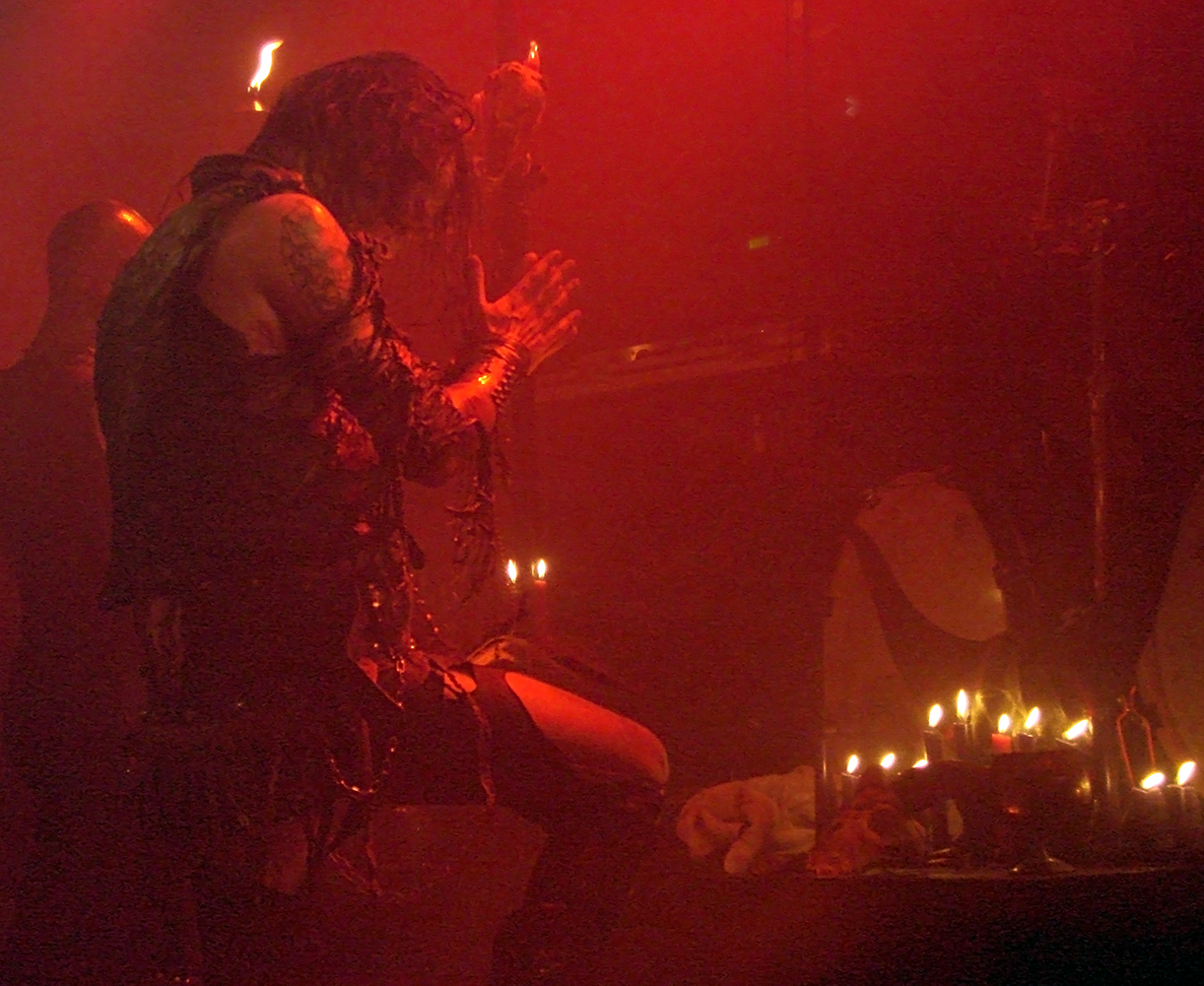
E. realizando un ritual durante un concierto en París, 2010.

El grupo es conocido por su extremo estilo de black metal, sus impactantes actuaciones y principalmente su culto a Satán y a la muerte. Entre la simbología utilizada se incluye el tridente que representa a sus tres miembros. Además, la banda también hace propio el principio de «divide y vencerás».
Sobre la importancia de Watain, Danielsson comentó: «Desde 1998 somos una trinidad, como Venom. Los otros dos chicos y yo somos hermanos de por vida, mataría y moriría por ellos. Nuestro rol en la sociedad occidental es transmitir cualquier voz poderosa de rebelión o revolución».
Al igual que otras bandas de black metal, Watain busca la erradicación del cristianismo. Cuando se le preguntó por la quema de iglesias en Noruega, Danielsson comentó:

Respeto totalmente lo que esta gente hizo, pero no puedo hablar de la quema de iglesias como una manera de derrotar al cristianismo, porque el cristianismo fue lo único que ganó; pero por supuesto es un buen comienzo. Tal vez fue una inspiración para otros, pero actualmente no se realiza tanto como antes así que no podemos decir que la guerra contra esa religión comenzara con la quema de iglesias.

## Discografía
| Álbumes de estudio - 2000: Rabid Death's Curse - 2003: Casus Luciferi - 2007: Sworn to the Dark - 2010: Lawless Darkness - 2013: The Wild Hunt - 2018: Trident Wolf Eclipse - 2022: The Agony & Ecstasy Of Watain EP - 1999: The Essence of Black Purity Álbumes en directo - 1999: Black Metal Sacrifice - 2001: The Ritual Macabre | Split - 2001: The Misanthropic Ceremonies (con Diabolicum) Sencillos - 2001: «Reaping Death» - 2001: «All That May Bleed» - 2001: «Fuck Off, We Murder» Demos - 1998: Go Fuck Your Jewish «God» - 2002: Promo 2002 - 2002: Puzzlez ov Flesh DVD - 2012: Opus Diaboli |

## Miembros
Anterior
- C. Blom - guitarra (1998-2000)